# Ocellularia retispora
Ocellularia retispora är en lavart som beskrevs av Richard Clinton Harris 1990. 
Ocellularia retispora ingår i släktet Ocellularia och familjen Thelotremataceae. Inga underarter finns listade i Catalogue of Life.